# 태흘
태흘(泰屹, 1710년 ~ 1793년)은 조선의 승려이다. 호는 천봉, 본관은 서흥, 속성은 김이다.
16세에 유덕사에서 승려가 되었고 도원으로부터 구족계(승려가 지켜야 할 계율)를 받았다. 1729년, 우점에게 학문을 배운 후 이름난 승려들을 찾아다니며 공부하였다. 그 후 만년에 배천 호국사로 들어가 좌선하다가 해숙의 법을 이어받았다. 죽은 후 정골 2편과 사리 64개가 나왔는데, 호국사·월정사·망월사 등에 각기 나누어 보관하였다.